# Synskadades riksförbund
Synskadades Riksförbund (SRF) är en intresseorganisation för synskadade i Sverige. Synskadades Riksförbund bildades den 25 mars 1889, och hette fram till 1976 De blindas förening (DBF). Riksförbundet har sina lokaler i Enskede företagsområde vid Sandsborgsvägen 52 i Gamla Enskede.
Synskadades Riksförbund arbetar både med självhjälp och kamratstöd och med påtryckningar på stat, landsting och kommuner. Självhjälpen är dels informell – synskadade människor träffas lokalt, regionalt och nationellt och tipsar varandra om möjligheter att leva med nedsatt eller ingen syn – och dels organiserad i form av exempelvis ledarhundsfördelning, kurser och barnläger. 

## Historia

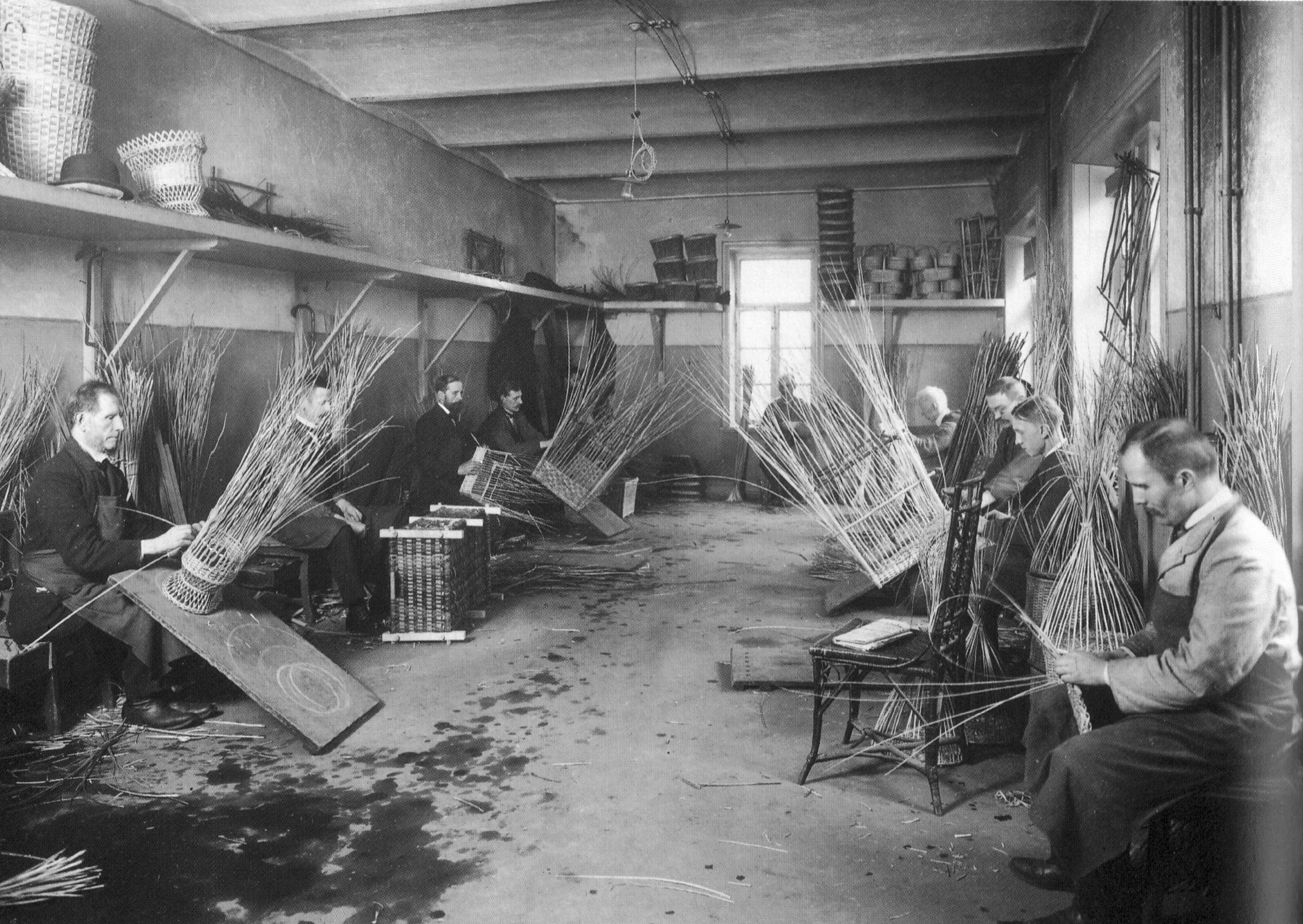
Blinda hantverkare flätar korgar, 1903.

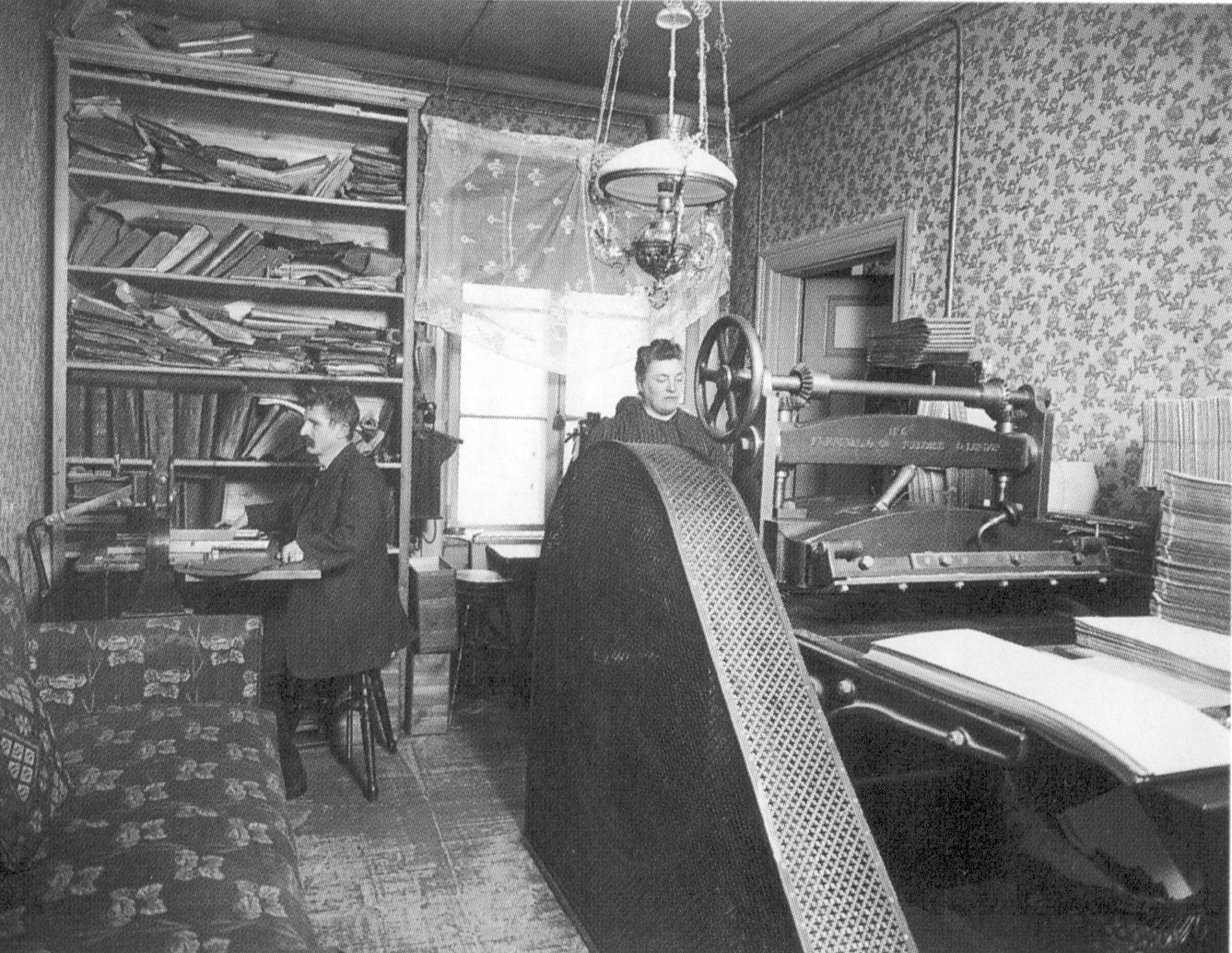
De Blindas Förenings punktskriftstryckeri 1903.

### Tiden fram till andra världskriget
Den blinde korgmakaren Petter Erland Svensson var initiativtagaren till bildandet av De blindas förening och han lyckades samla ett tjugotal medlemmar till det första mötet den 25 mars 1889. Vid årets slut hade medlemsantalet ökat till 98 medlemmar. Föreningen skapades bland annat för att blinda skulle kunna utbyta erfarenheter, för att kunna stödja blinda i behov av hjälp och för att skapa en sjuk- och begravningskassa för de blinda som arbetade. 
En av huvudanledningarna till föreningens bildande var att öka rätten till arbete och egen utkomst för blinda. Detta var därför en fråga som föreningen tidigt engagerade sig i. Föreningen deltog på en stor industriutställning i Stockholm 1897 med produkter tillverkade av blinda hantverkare bestående av till exempel korgar och borstar. Detta ledde till utställningar både i Malmö och London. Föreningen anordnade också basarer för försäljningen och försäljningsbodar öppnades runt om i landet. 
Föreningen anordnade kurser och uppförde verkstäder för att få fler blinda i arbete och dessutom bredda deras begränsade arbetsmarknad. Bland annat anordnade föreningen en kurs i korgmakeri för blinda kvinnor 1902 som senare blev ett arbetshem. Och skapade också en materialdepå för råvaror till hantverksprodukter och från och med 1915 drev föreningen en maskinskrivningsbyrå. 
Smycket Lyckopenningen började tillverkas 1912 på initiativ av DBF efter en dansk idé. Lyckopenningen säljs fortfarande idag och en del av överskottet går till fonden Barnets Lyckopennings Stipendiefond.
År 1911 erhölls anslag från staten och detta har sedan dess ökat. Den första politiska frågan som förbundet drev var om blindhetsersättning vilken väcktes redan 1903 vid ett nordiskt möte i abnormfrågan. 1934 lagstiftades sedan om en generell blindhetsersättning som var oberoende av inkomst till dem som var blinda eller saknade ledsyn. Senare bytte ersättningen namn till invalidersättning och idag heter den handikappersättning och betalas ut till fler grupper med funktionsnedsättningar. 
Andra politiska frågor som föreningen drev under perioden fram till andra världskriget var gratis radiolicens och förmånsställning för de blinda korgmakarna och borstbindarna vid inköp från staten. 
År 1925 samlades några lokalföreningar till ett möte i Örebro där De blindas riksförbund (DBR) skapades. De blindas riksförbund existerade parallellt med De blindas förening fram till 1936.

### Tiden från slutet av 1930-talet
Under 1930 och 1940-talen började förbundet engagera sig i frågor för att förbättra blindas vardag. Till exempel inledde de 1938 ett samarbete med Svenska Schäferhundföreningen för dressering av ledarhundar. Förbundet anordnade också kurser i teknik med käpp och punktskrift för nysynskadade. Förbundet drev länge verksamhet med konsulenter som skulle hjälpa blinda. Denna verksamhet drevs först av föreningen men togs allt mer över av landstingen på 1970-talet och ledde till att många blinda anslöt sig till föreningen. Sedan 1911 drev föreningen ett bibliotek med böcker på punktskrift. 
Ny teknik innebar nya möjligheter för att få information för synskadade, detta ledde till att talboken blev en het fråga. Föreningen drev två stora insamlingskampanjer 1957-58 för att samla in pengar till produktionen. Staten beviljade också 1955 pengar för produktionen och talböcker kunde börja produceras i större skala. Författarnas organisation stämde DBF för brott mot upphovsrätten men detta kunde lösas 1961 då staten tog på sig kostnaderna för royalties till författarna och 1980 tog staten över Talboks- och punktskriftsbiblioteket (TPB). Föreningen kämpade också för taltidningar och dagstidningar på ljudkassett med kampanjer och demonstrationer under 1960- och 1970-talen. 
Föreningen har under sin historia varit beroende av arv och donationer och därför har frågor om hur man ska undvika arvskatt och gåvoskatten diskuterats inom föreningen, vilket ledde till bildandet av DBF:s understödsstiftelse 1954 som tar emot arv och donationer, idag heter den Synskadades Stiftelse. 
Under åren 1975-77 ombildades föreningen och bytte namn till Synskadades Riksförbund (SRF). Den nya organisationsformen var ett treplanssystem med lokalföreningar och länsförbund, numera kallade distrikt. Samtidigt började organisationen värva medlemmar även bland pensionärer vilka dittills inte varit välkomna. Detta ledde till en kraftig tillväxt under 70- och 80-talen. 
Dagens SRF har i princip en arbetsfördelning där lokalföreningar sköter informell rådgivning bland synskadade plus ibland uppvaktningar av kommunerna i frågor som exempelvis oframkomliga gator eller byråkratisk hemhjälp, distrikten sköter mer yrkesmässig lokalpolitisk bevakning och barnverksamhet, och riksförbundet policy och specialiserat stöd.  SRF har bland annat offentlig myndighetsstatus som tilldelare av ledarhund. 
På 1960-talet hade handikapprörelsen växt och en samarbetsorganisation bildades, Handikappförbundens centralkommitté (HCK). De blindas förening gick emot samarbetsorganisationen då denna hade befogenheter att fatta bindande beslut över de organisationer som var med i den. Efter en stadgeändring gick förbundet med 1965 men gick åter ur 1989.
År 1975 bildades Unga Synskadade (US). Detta påverkade riksförbundet som under och efter omorganisationen blev en mer utåtriktad organisation som var mer inriktad på intressepolitik. Många av serviceverksamheterna som organisationen tidigare hade bedrivit som till exempel biblioteket och konsulentverksamheten övergick till staten eller bildade egna företag. Den nya intressepolitiken innebar nya uttryckssätt som demonstrationer och torgmöten. Förbundet engagerade sig också kraftigt i internationellt arbete och sponsrar organisationsutveckling bland synskadade i Syd. 
Under 1990-talet har många nya synskadeföreningar skapats vilket har skapat fler grupper bland synskadade. Några exempel på nya föreningar är: Sveriges Ledarhundsförare, Synskadade kurder i Sverige och Glaukomförbundet. Delvis till följd av förbättrad medicin har det skett en minskning i antalet medlemmar i riksförbundet som numera domineras av medlemmar över 65 år.

## Ordförandelängd
- Niklas Mattsson (2021 - )
- Håkan Thomsson (2011 - 2021)
- Tiina Nummi Södergren (2004 - 2011)
- Lennart Nolte (1985 - 2004)
- Bengt Lindqvist (1975 - 1985)
- Charles Hedkvist (1957 - 1975)
- Erik Olsson (1956)
- Ernst Retsler (1936 - 1955)
- Daniel af Burén (1935)
- Alrik Lundberg (1903 - 1934)
- Petter Svensson (1890 - 1891, 1893 - 1902)
- Gustaf Johansson (1889 - 1890, 1891 - 1893)

## Övrigt
- Synskadades Riksförbund är medförvaltare av Ögonfonden.
- Synskadades Riksförbund har 2012 ca 12 000 medlemmar.

### Otryckta källor
- SRF, Vårt nya SRF: utvecklingsprojekt för vår organisation, Rapport med frågor(2000) SRF Arkiv,

### Tidskrifter
- De blindas tidskrift, 1951:4-6, 1976:1-4
- SRF-Perspektiv, 1977:1-10, 1999:2, 2001:1-12